# Lista över fornlämningar i Hofors kommun
Lista över fornlämningar i Hofors kommun är en förteckning av ett urval av de fornlämningar som finns i Hofors kommun.

## Torsåker
| Namn                                           | Lämningstyp             | Tillkomsttid | Historisk indelning   | Plats           | Läge                 | ID-nr          | Bild                                      |
| ---------------------------------------------- | ----------------------- | ------------ | --------------------- | --------------- | -------------------- | -------------- | ----------------------------------------- |
| Torsåker 1:1                                   | Hög                     |              | Torsåker, Gästrikland |                 | 60.511635, 16.511091 | 10244100010001 | Ladda upp en bild av detta fornminne      |
| Torsåker 1:2                                   | Hög                     |              | Torsåker, Gästrikland |                 | 60.511353, 16.510373 | 10244100010002 | Ladda upp en bild av detta fornminne      |
| Korsgravarna (Torsåker 7:1)                    | Gravfält                |              | Torsåker, Gästrikland |                 | 60.537569, 16.474041 | 10244100070001 | Ladda upp en bild av detta fornminne      |
| Torsåker 19:1                                  | Stensättning            |              | Torsåker, Gästrikland |                 | 60.495953, 16.588820 | 10244100190001 | Ladda upp en bild av detta fornminne      |
| Torsåker 26:1                                  | Hög                     |              | Torsåker, Gästrikland |                 | 60.454754, 16.451881 | 10244100260001 | Ladda upp en bild av detta fornminne      |
| Gästriklands runinskrifter 7 (Torsåker 52:1)   | Runristning             |              | Torsåker, Gästrikland | Torsåkers kyrka | 60.509047, 16.469949 | 10244100520001 | Ladda upp en till bild av detta fornminne |
| Torsåker 54:1                                  | Röse                    |              | Torsåker, Gästrikland |                 | 60.495513, 16.418811 | 10244100540001 | Ladda upp en bild av detta fornminne      |
| Torsåker 55:1                                  | Röse                    |              | Torsåker, Gästrikland |                 | 60.503290, 16.398901 | 10244100550001 | Ladda upp en bild av detta fornminne      |
| Torsåker 65:1                                  | Stensättning            |              | Torsåker, Gästrikland |                 | 60.511870, 16.456390 | 10244100650001 | Ladda upp en bild av detta fornminne      |
| Torsåker 65:2                                  | Hög                     |              | Torsåker, Gästrikland |                 | 60.511879, 16.456663 | 10244100650002 | Ladda upp en bild av detta fornminne      |
| Torsåker 75:1                                  | Röse                    |              | Torsåker, Gästrikland |                 | 60.418875, 16.410845 | 10244100750001 | Ladda upp en bild av detta fornminne      |
| Torsåker 75:2                                  | Röse                    |              | Torsåker, Gästrikland |                 | 60.418727, 16.410660 | 10244100750002 | Ladda upp en bild av detta fornminne      |
| Torsåker 75:3                                  | Röse                    |              | Torsåker, Gästrikland |                 | 60.418620, 16.410524 | 10244100750003 | Ladda upp en bild av detta fornminne      |
| Torsåker 80:1                                  | Runristning             |              | Torsåker, Gästrikland |                 | 60.535735, 16.545189 | 10244100800001 | Ladda upp en bild av detta fornminne      |
| Vibygge fäbodar (Torsåker 341:1)               | Fäbod                   |              | Torsåker, Gästrikland |                 | 60.597075, 16.333104 | 10244103410001 | Ladda upp en bild av detta fornminne      |
| Smivretestorpet eller Smivreten (Torsåker 347) | Lägenhetsbebyggelse     |              | Torsåker, Gästrikland |                 | 60.473627, 16.440029 | 12000000003684 | Ladda upp en bild av detta fornminne      |
| Torsåker 757                                   | Husgrund, historisk tid |              | Torsåker, Gästrikland |                 | 60.556530, 16.202158 | 12000000018011 | Ladda upp en bild av detta fornminne      |
| Torsåker 764                                   | Husgrund, historisk tid |              | Torsåker, Gästrikland |                 | 60.553521, 16.199843 | 12000000018019 | Ladda upp en bild av detta fornminne      |
| Torsåker 1976                                  | Lägenhetsbebyggelse     |              | Torsåker, Gästrikland |                 | 60.452093, 16.446232 | 12000000068194 | Ladda upp en bild av detta fornminne      |
| Torsåker 2100                                  | Husgrund, historisk tid |              | Torsåker, Gästrikland |                 | 60.522190, 16.406350 | 12000000108520 | Ladda upp en bild av detta fornminne      |